# Agua Zarca, General Heliodoro Castillo
Agua Zarca är en ort i Mexiko.   Den ligger i kommunen General Heliodoro Castillo och delstaten Guerrero, i den södra delen av landet, 240 km sydväst om huvudstaden Mexico City. Agua Zarca ligger 2 374 meter över havet och antalet invånare är 168.
Terrängen runt Agua Zarca är bergig. Runt Agua Zarca är det ganska tätbefolkat, med 52 invånare per kvadratkilometer. Närmaste större samhälle är Campo Morado, 4,8 km norr om Agua Zarca. I omgivningarna runt Agua Zarca växer i huvudsak blandskog.